# Нугманова, Гаухар Кокеновна
Гаухар Кокеновна Нугманова (каз. Гаухар Көкенқызы Нұғманова; род. 11 июля 1970, Экибастуз, Павлодарская область, Казахская ССР, СССР) — казахстанский политик. Депутат Мажилиса Парламента Республики Казахстан VII созыва (2022—2023).

## Биография
В 1993 году окончила Павлодарский педагогический институт.
2004—2010 гг. — секретарь Экибастузского городского филиала Коммунистической народной партии Казахстана (КНПК).
2010—2014 гг. — секретарь Павлодарского областного филиала КНПК.
2014—2022 гг. — первый секретарь Павлодарского областного филиала КНПК (в 2020 году переименована в Народную партию Казахстана). В 2016—2022 годах — член общественного совета Павлодарской области. В 2017—2022 годах — специальной (антикоррупционной) мониторинговой группы Павлодарской области.
С 10 марта 2022 года по 19 января 2023 года — депутат Мажилиса Парламента Республики Казахстан VII созыва от Народной партии Казахстана.